# Pentamycin
Pentamycin, còn được gọi là Mushichromin, là một loại kháng sinh macrolide. Pentamycin là một loại kháng sinh chống nấm polyene thu được từ Streptomyces pentaticus. Nó được sử dụng trong điều trị nấm candida âm đạo, nhiễm trichomonas nhiễm trùng đơn bào và nhiễm trùng hỗn hợp. Một pessary âm đạo 3 mg được chèn một hoặc hai lần mỗi ngày trong 5-10 ngày. Nó cũng được sử dụng trong Aspergillosis phổi trong một hệ thống hít bột khô.